# Pacific Tri-Nations 1997
Il "Triangolare del Sud Pacifico" o "Pacific Tri-Nations" era un torneo di rugby a 15 che disputò tra il 1982 e 1997, oltre che nel 1998 e 2004 (nel quadro delle qualificazioni mondiali), tra le nazionali di rugby a 15 di Samoa, Figi, Tonga.
L'edizione del 1997 di svolse nei mesi giugno-luglio con tre incontri e fu vinta dalla nazionale samoana. 

## Risultati
| 1ª giornata    |              |       |
| 21 giugno 1997 | Figi - Tonga | 20-10 |

| 2ª giornata    |               |       |
| 28 giugno 1997 | Samoa - Tonga | 62-13 |

| 3ª giornata   |              |       |
| 5 luglio 1997 | Samoa - Figi | 26-17 |

## Classifica
|  | Squadra | G | V | N | P | P+ | P- | diff. | PT |
|  | ------- | - | - | - | - | -- | -- | ----- | -- |
|  | Samoa   | 2 | 2 | 0 | 0 | 88 | 30 | +58   | 4  |
|  | Figi    | 2 | 1 | 0 | 1 | 37 | 36 | +1    | 2  |
|  | Tonga   | 2 | 0 | 0 | 2 | 23 | 82 | -59   | 0  |

## Tabellini
| Arbitro: | G. Wahlstrom |

| |            | |
| Lasagavibau, Little Tulievu-Kurimudu | mt         | Uhi |
| Little | tr         | Tonga |
| Little | c.p.       | |
| | drop       | Tonga |
| 15 Alfie Uluinayau 14 Fero Lasagavibau 13 Sale Sorovaki 12 Lawrence Little 11 Aisea Tuilevu Kurimudu 10 Nicky Little 9 Jacob Rauluni 8 Alfi Mocelutu Vuivau 7 Aminiasi Naituyaga 6 Apenisa Naevo 5 Simon Raiwalui 4 Emori Katalau 3 Epeli Naituivau 2 Greg Smith (c) 1 Dan Rouse sostituti: Billy Cavubati Moses Rauluni | Formazioni | 15 Gustavo Tonga 14 Semisi Faka'osi'folau 13 Fepikou Tatafu 12 Viliami Uhi 11 Dave Tiueti 10 Chris Schaumkel 9 Semi Tulikifanga 8 Kati Tu'ipulotu 7 Ma'ama Molitika 6 Lani Katoa (c) 5 Kuli Faletau 4 Alipate Ta'ufo'ou 3 Hemani Lavaka 2 Fe'ao Vunipola 1 Ngalu Taufo'ou sostituti: Isi Fatani Inoke Afeaki Kilioni Tuipulotu |

| Apia 28 giugno 1997 | Samoa | 62 – 13 | Tonga |  |

| Arbitro: | Paul Honiss |

| |            | |
| Leiasamaiva'o, Tuigamala | mt         | MN Rauluni, Uluinayau |
| Va'a 2 | tr         | N. Little 2 |
| Va'a 4 | c.p.       | N. Little |
| 15 Silao Leaegailesolo 14 Afato So'oalo 13 Inga Tuigamala 12 George Leaupepe 11 Brian Lima 10 Earl Va'a 9 Joe Filemu 8 Junior Paramore 7 Pat Lam 6 Sam Kaleta 5 Sene Ta'ala 4 Potu Leavasa 3 Robbie Ale 2 Tala Leiasamaiva'o 1 Mike Mika sostituti: 16 To'o Vaega 20 Sila Vaifale 21 Trevor Leota Non entrati : 17 Terry Fanolua 18 John Clarke 19 Zak Feau'nati | Formazioni | 15 Jone Waqabitu 14 Aisea Tuilevu Kurimudu 13 Fero Lasagavibau 12 Alfie Uluinayau 11 Sale Sorovaki 10 Nicky Little 9 Moses Rauluni 8 Alfi Mocelutu Vuivau 7 Aminiasi Naituyaga 6 Apenisa Naevo 5 Simon Raiwalui 4 Emori Katalau 3 Epeli Naituivau 2 Greg Smith (c) 1 Dan Rouse sostituti: 16 Lawrence Little 17 Manasa Bari 18 Jacob Rauluni 19 Ifereimi Tawake 20 Billy Cavubati Non entrati : 21 Mosese Taga |